# تپه اطراف شهرسوخته ۳۰۵
تپه اطراف شهرسوخته ۳۰۵ در شهرستان زابل، بخش شیب آب، دهستان لوتک، روستای حومه شهر سوخته، ۱۷/۴۰ کیلومتری جنوب غربی پایگاه باستان‌شناسی شهر سوخته واقع شده و این اثر در تاریخ ۲۳ بهمن ۱۳۸۵ با شمارهٔ ثبت ۱۷۲۹۱ به‌عنوان یکی از آثار ملی ایران به ثبت رسیده است.